# MASH UP THE WORLD
『MASH UP THE WORLD』（マッシュ・アップ・ザ・ワールド）は、2012年7月18日に日本クラウンから発売されたMAN WITH A MISSIONの5枚目のアルバム（フルアルバムとしては2枚目）。

## 概要
当初は通常盤1形態のみでの発売が予定されていたが、急遽フォトブックレット付属の初回限定盤が追加で発売決定し、2形態での発売に変更になった。
アルバムの発売を記念して、2012年7月18日に金王八幡宮へのヒット祈願の参拝、ステッカーラリー、SOUND MUSEUM VISIONでのシークレットライブなどのイベントが実施された。
2013年3月7日にZepp DiverCity TOKYOで開催された第5回『CDショップ大賞』の授賞式で大賞を受賞し、同日に開催された『CDショップ大賞 スペシャルLIVE』にてアルバムの収録曲を含むライブパフォーマンスを披露している。

## 収録曲
1. Mash UP the DJ!
作詞・作曲：Jean-Ken Johnny
2. FROM YOUTH TO DEATH
作詞・作曲：Kamikaze Boy
3. distance
作詞：Kamikaze Boy / Jean-Ken Johnny   作曲:Kamikaze Boy
  - メジャー1stシングル
4. ニュートラルコーナー
作詞・作曲：Jean-Ken Johnny
5. Get Off of My Way
作詞・作曲：Jean-Ken Johnny
6. フォーカスライト
作詞・作曲：Jean-Ken Johnny
  - 1stシングルカップリング
7. Bubble of Life
作詞：Kamikaze Boy / Jean-Ken Johnny   作曲：Kamikaze Boy
8. Lithium
  - アメリカのロックバンドNirvanaのカバー曲
9. Just Like Magic
作詞・作曲：Jean-Ken Johnny
10. 時代
作詞・作曲：Jean-Ken Johnny
11. Feel and Think
作詞：Jean-Ken Johnny   作曲：E.D.Vedder
・2ndミニ・アルバム「Trick or Treat e.p.」収録曲
12. colours
作詞：Kamikaze Boy / Jean-Ken Johnny   作曲：Kamikaze Boy

## タイアップ
Mash UP the DJ!
- Axe『ICE BURST』コラボムービー起用曲

FROM YOUTH TO DEATH
- 日本テレビ系『ハッピーMusic』2012年7月度オープニングテーマ

Get Off of My Way
- ゲロルシュタイナーミュージックプロジェクト『GEROCK』第一弾楽曲

colours
- Panasonic『EVOLTA』CMソング

## ゲームへの収録
Get Off of My Way
- セガ『maimai』（2012年12月13日追加配信）
- コナミデジタルエンタテインメント『GITADORA』、『jubeat saucer』、『pop'n music Sunny Park』（2013年2月18日追加配信）、『REFLEC BEAT colette』（2013年3月18日追加配信）

## 参加ミュージシャン
- E.D.Vedder：Guitars, etc
- 大島こうすけ：Keyboards, Programming, Treatment, Recording, Mixing